# St. Petrus (Hartkirchen)

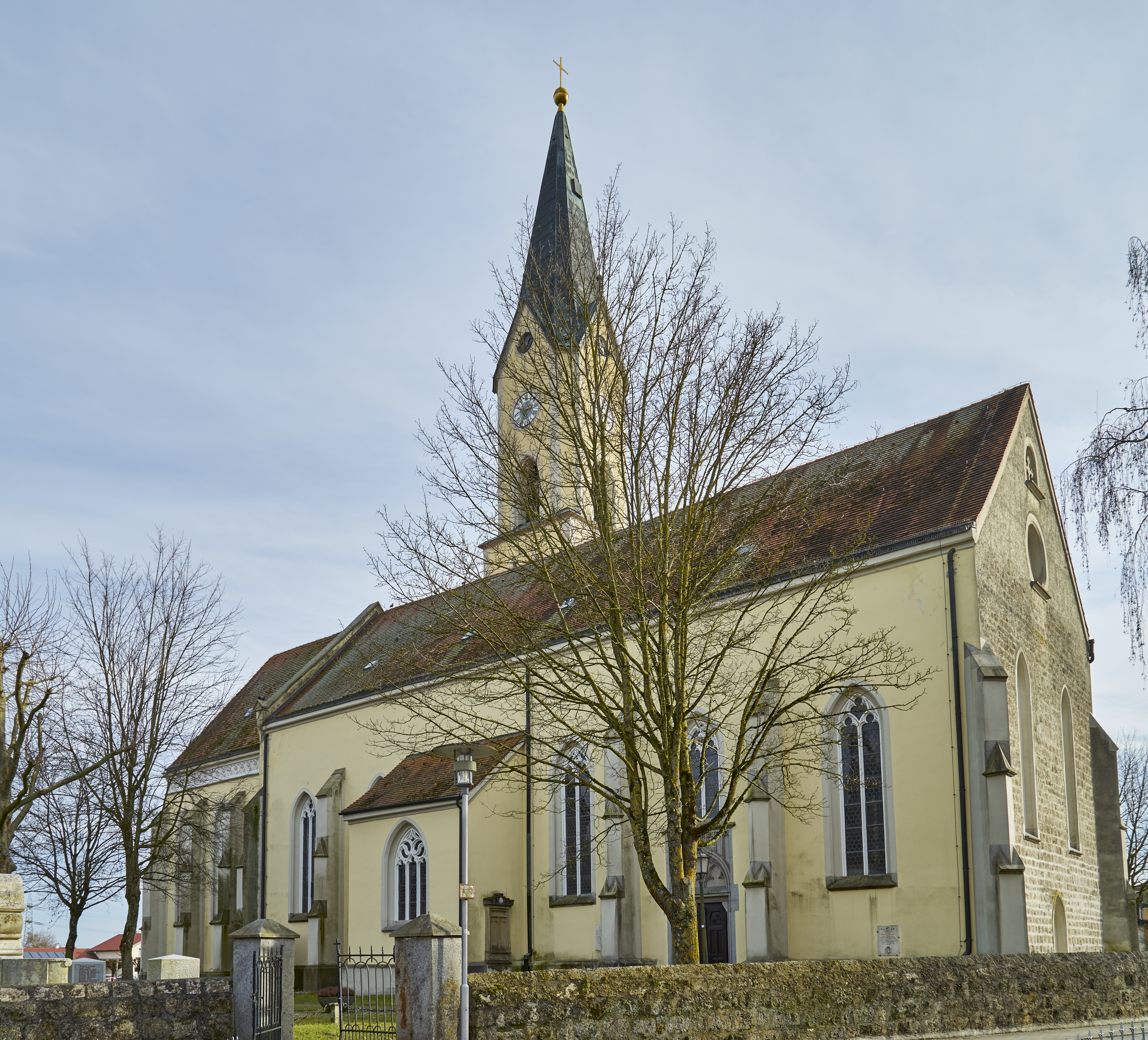
St. Petrus (Hartkirchen), Ansicht von Nordosten

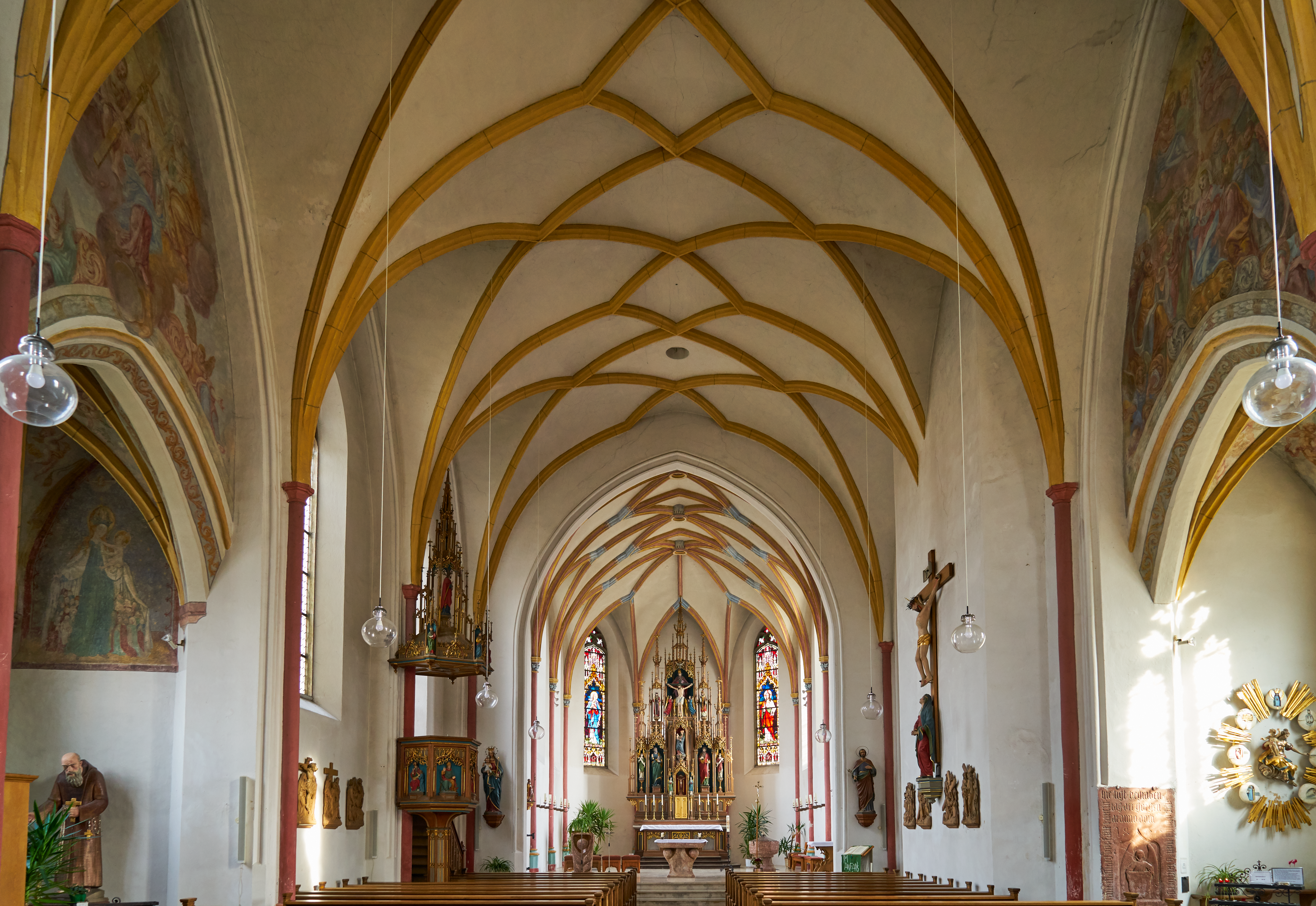
Innenansicht

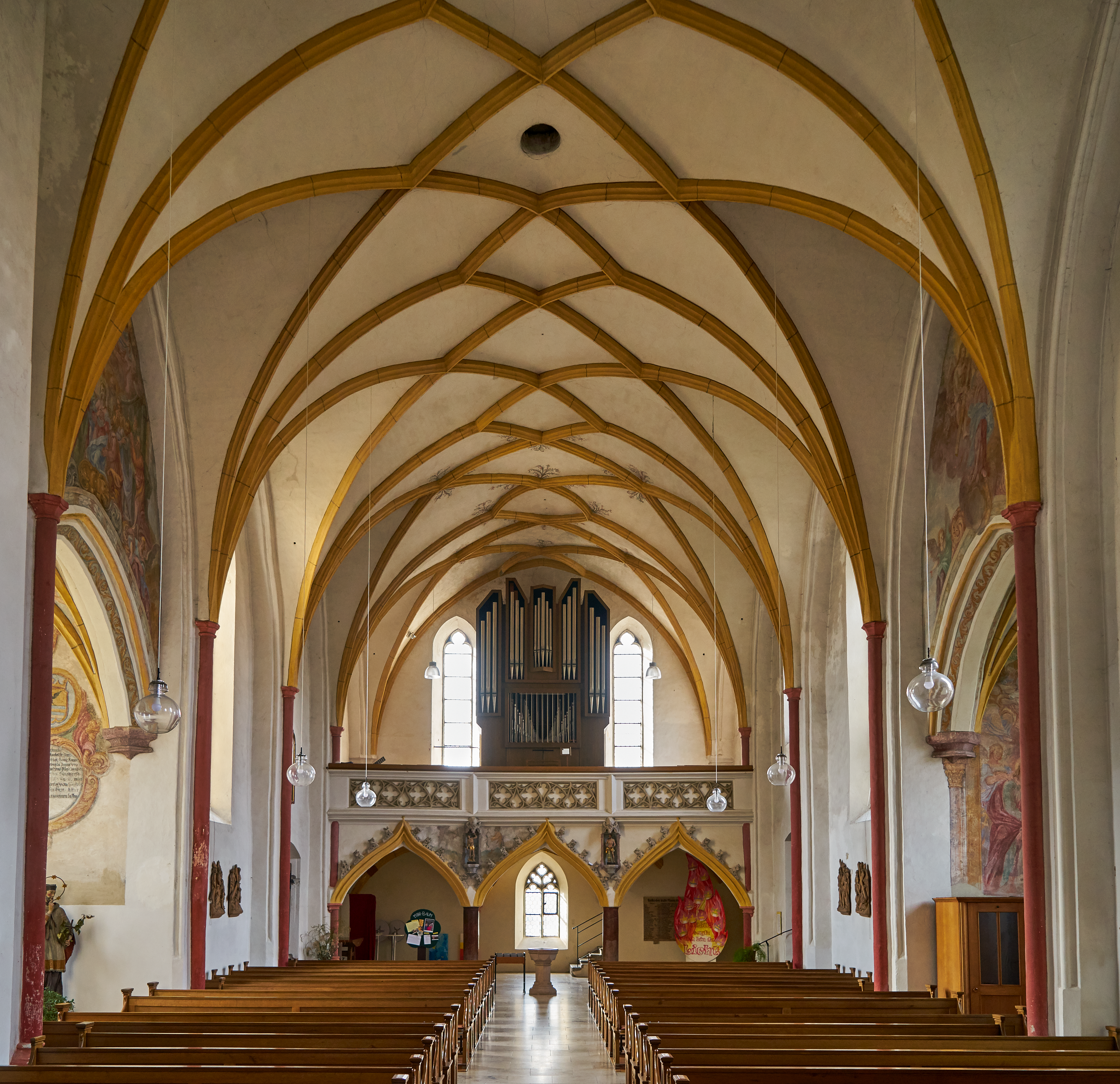
Blick zur Empore

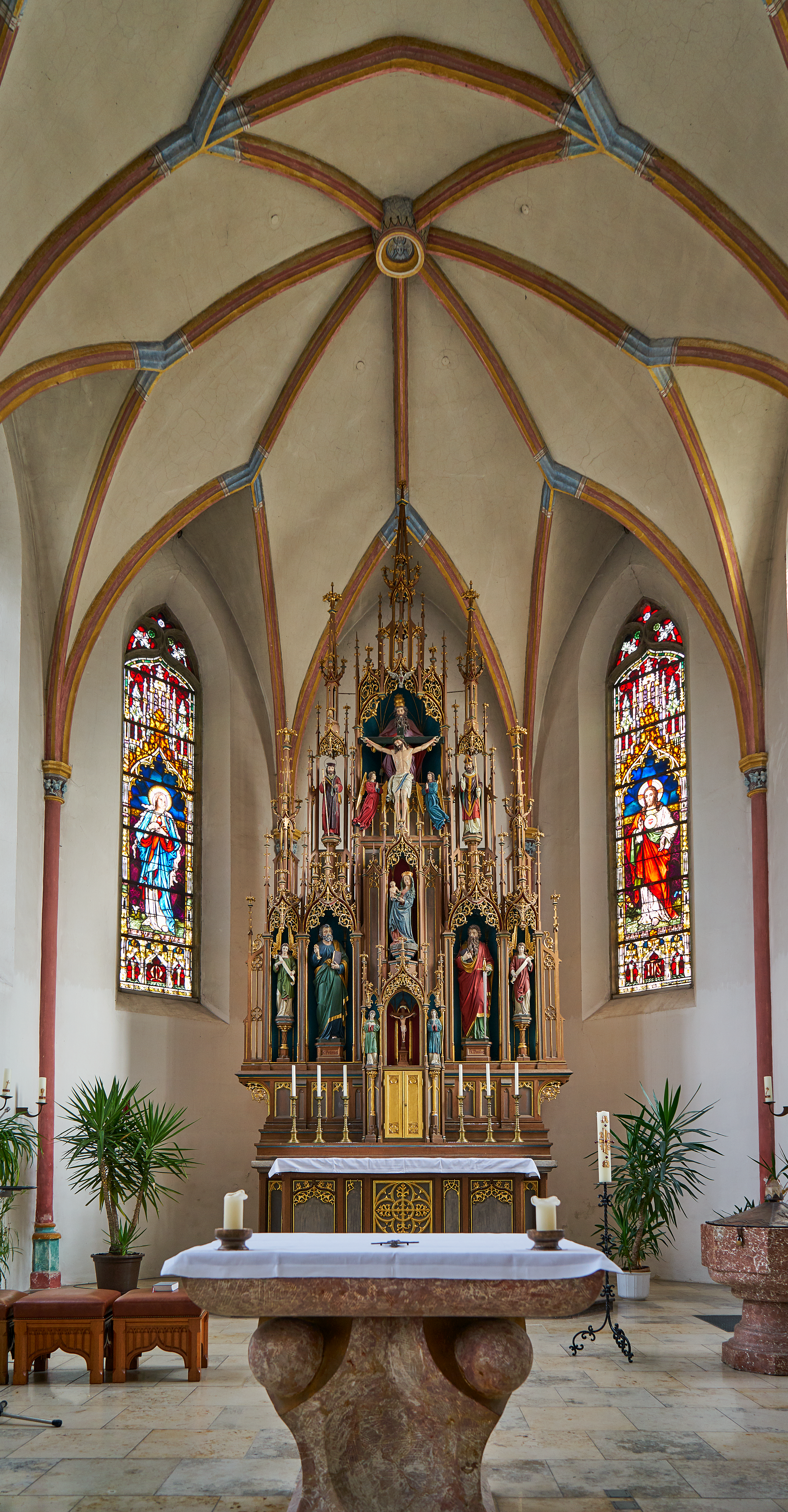
Hochaltar

Die römisch-katholische Pfarrkirche St. Petrus ist eine spätgotische, neugotisch erweiterte und überformte Saalkirche im Ortsteil Hartkirchen von Pocking im niederbayerischen Landkreis Passau. Sie gehört zur Kirchengemeinde St. Petrus Hartkirchen im Pfarrverband Pocking im Dekanat Pocking des Bistums Passau.

## Geschichte und Architektur
Die Pfarrei Hartkirchen war bereits im Jahr 1144 bis zur Säkularisation 1803 dem Kloster St. Nikola in Passau inkorporiert. Die im Kern spätgotische Saalkirche wurde nach einer Inschrift am Südportal im Jahr 1474 erbaut. In den Jahren 1890/1891 wurde das Bauwerk nach Osten unter Leitung von Johann Baptist Schott um zwei Joche verlängert und der Chor neu erbaut, wobei das Äußere vollständig neugotisch überformt wurde.
Eine weitere Renovierung erfolgte in den Jahren von 1973 bis 1976. Das Gebälk im Dach und insbesondere im Turm wurde erneuert. Die Kirche erhielt ein neues Schindel-, der Turm ein neues Kupferdach. Neben einer umfangreichen Außenrenovierung wurde auch der Innenraum neu ausgemalt, die bereits vorhandene Heizung erneuert, ein neuer Boden gelegt und eine neue Bestuhlung aufgestellt.
Die Südvorhalle ist mit einem Netzgewölbe und einem Portal mit Stabwerk versehen. Das Gewölbe des Schiffes ist nur noch in den beiden westlichen Jochen im ursprünglichen Zustand; die übrigen Gewölbe wurden stilistisch angeglichen erneuert. Das einst letzte, jetzt dritte Joch des Schiffes ist südlich und nördlich zu Seitenkapellen geöffnet und mit Netzgewölben abgeschlossen. Die bemerkenswerte, dreijochig unterwölbte Westempore ist leicht polygonal eingeknickt. Runde Binnenpfeiler aus Rotmarmor tragen die Empore. Die kielbogenförmigen Arkaden sind profiliert und mit Krabben besetzt. Zwei Nischen mit Baldachinen enthalten später erneuerte Figuren. Die Brüstung wurde neugotisch erneuert.
In den Seitenkapellen sind barocke Wand- und Gewölbemalereien erhalten. Im östlichen Schildbogenwandfeld ist eine spätgotische Schutzmantelmadonna gemalt, die Malerei wurde renoviert. An der Empore sind gemalte Bogenschützen dargestellt, die sich auf die vermutlich auf die ursprünglichen Figuren von Märtyrern in den Baldachinen beziehen.

## Ausstattung
Die neugotische Ausstattung aus dem Jahr 1891 wurde von der Kunstanstalt Riesenhuber in München geliefert. Am Hochaltar wurde eine Schnitzfigur der Madonna aus den Jahren um 1430/1440 einbezogen. In der südlichen Seitenkapelle ist ein Grabstein des Hans Ottenperger († 1498) erhalten, der ein Wappen mit Helmzier in einem schnittig gespitzten Kielbogenfeld zeigt. 
Die Orgel ist ein Werk von Martin Hechenberger aus dem Jahr 1881/1882 mit 18 Registern auf zwei Manualen und Pedal, das 1937 von Becker und Hiendl umgebaut wurde.
Das Glockengeläut im Kirchturm von St. Petrus besteht aus sechs Kirchenglocken aus Bronze. Vier wurden 1949 von der Glockengießerei Perner aus Passau gegossen, zwei weitere stammen aus dem 18. Jahrhundert.
| Glocke | Name             | Gussjahr | Gewicht  | Schlagton |
| ------ | ---------------- | -------- | -------- | --------- |
| 1      | Hl. Michael      | 1949     | 1116 kg0 | es′+7     |
| 2      | Christkönig      | 1949     | 737 kg   | f′+4      |
| 3      | Patrona Bavariae | 1949     | 491 kg   | g′+6      |
| 4      |                  | 1757     | 375 kg   | b′+7      |
| 5      | Heilig Kreuz     | 1949     | 218 kg   | c″+3      |
| 6      | Sterbeglocke     | 1778     |          |           |